# Гергана Плетньова
Гергана Плетньова е съвременна българска актриса.

## Биография
Гергана Плетньова дебютира на варненска сцена през есента на 2010 г. като Гретхен в постановката на Лилия Абаджиева по Гьоте „Фауст“.
Получава „Икар“ през 2013 г. за водеща женска роля за превъплъщението ѝ като Чеховата Соня от „Вуйчо Ваньо“.

## Филмография
- „Мъж за милиони“ (тв, 2006) – Бистра